# 毛云乡
毛云乡，是中华人民共和国贵州省貴陽市开阳县下辖的一个乡镇级行政单位。

## 行政区划
毛云乡下辖以下地区：
毛栗庄村、黄孔村、鲁底村和簸箕村。